# Róża Thun
Róża Maria Barbara Gräfin von Thun und Hohenstein (nata Woźniakowska; Cracovia, 13 aprile 1954) è una politica polacca, nota semplicemente come Róża Thun. Thun ha servito come membro del Parlamento europeo (MEP) per la Polonia, in rappresentanza di Piattaforma Civica dal 2009, tornando poi a Bruxelles alle elezioni europee del 2014.
In precedenza, Róża Thun era coinvolta in due organizzazioni anticomuniste (il Comitato studentesco di solidarietà e il Comitato di difesa dei lavoratori) nella Repubblica Popolare di Polonia. Dopo la caduta del comunismo, è stata presidente della Fondazione polacca Robert Schuman, un'organizzazione non governativa che promuove l'integrazione europea. Thun è stata anche il capo della rappresentanza della Commissione europea in Polonia tra il 2005 e il 2009. Dal 2011 è Vice Presidente dell'European Movement International.

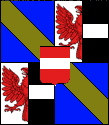
Stemma dei Von Thun und Hohenstein

## Biografia
Thun è nata col nome di Róża Woźniakowska il 13 aprile 1954 a Cracovia, Polonia. Suo padre, Jacek Woźniakowski, era professore all'Università Cattolica di Lublino ed è stato anche sindaco di Cracovia dal 1990 al 1991. Sua madre era una biologa ed esperta di specie di pipistrelli.

### Matrimonio e figli
Nel 1981 Thun ha sposato Franz Graf von Thun und Hohenstein, un economista e conte del Sacro Romano Impero di discendenza aristocratica austriaca.
Il suo titolo di cortesia al matrimonio divenne quindi Rosa Gräfin von Thun und Hohenstein: (Gräfin è il grado tedesco equivalente alla contessa). Nel 1990 suo marito è diventato il quinto principe Thun-Hohenstein (titolo del 1911) e quindi lei è divenuta principessa.
La coppia ha quattro figli: un figlio, Christoph e tre figlie, Marynia, Sophie e Jadwiga.

## Carriera politica

### Prima della caduta del comunismo in Polonia
Nel 1979, Woźniakowska si è laureata all'Università Jagellonica con un Master in Filologia inglese.  È poi diventata membro, e in seguito portavoce, del Comitato studentesco di Solidarietà a Cracovia. Tra il 1977 e il 1980 è stata attiva nel Comitato di difesa dei lavoratori (un'organizzazione che aiuta i prigionieri politici e le loro famiglie).

### Dopo il 1989
Tra il 1992 e il 2005 Thun è stata Direttore Generale e Presidente della Fondazione polacca Robert Schuman (in polacco Polska Fundacja imienia Roberta Schumana), un'organizzazione non governativa che promuove l'integrazione europea. Dal 1998 al 2000 ha servito nel consiglio comunale di Varsavia e dal 2005 al 2009 è stata a capo della Rappresentanza della Commissione Europea in Polonia.

### Parlamento europeo

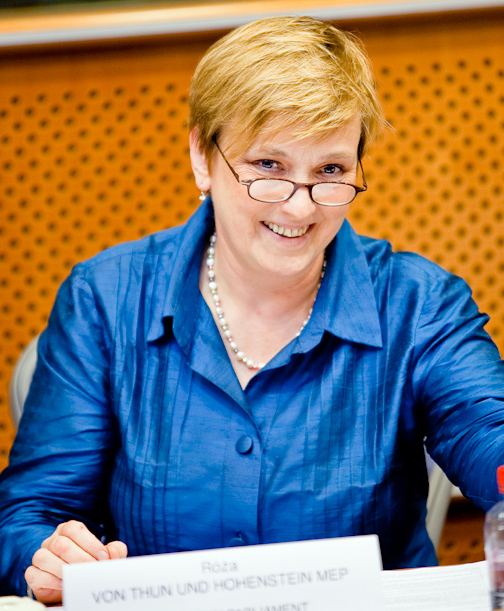
Róża Thun nel 2010

Thun è stata eletta membro del Parlamento europeo (MEP) alle elezioni europee del 2009. Ha ottenuto circa 150.000 voti nel collegio elettorale della Piccola Polonia e Świętokrzyskie. Sebbene Thun fosse nella lista parlamentare di Piattaforma Civica, si è unita al partito solo dopo la sua elezione; ha lasciato il partito nel 2021.
In qualità di eurodeputato, Thun è membro della commissione per il mercato interno e la protezione dei consumatori. Oltre agli incarichi di commissione, fa parte delle delegazioni del parlamento per le relazioni con Israele e dell'Assemblea parlamentare euromediterranea. È anche membro dell'European Internet Forum e del Gruppo Spinelli.
Citando disaccordi su aree politiche chiave come la protezione ambientale, Thun ha lasciato Piattaforma civica, e successivamente anche il gruppo del Partito Popolare Europeo, per unirsi a Polonia 2050 e Renew Europe nel 2021.

#### Polemica su Ryszard Czarnecki
Il 26 aprile 2009, a meno di due mesi dalle elezioni europee, Ryszard Czarnecki, un eurodeputato polacco del Partito Diritto e Giustizia, ha scritto un post sul blog, descrivendo i "problemi" di Thun con la Commissione elettorale nazionale polacca. Secondo Czarnecki, Piattaforma Civica intendeva registrare la sua candidatura sotto il nome di Róża Thun, ma la Commissione ha rifiutato, affermando che, secondo il regolamento, tutti i candidati devono apparire con il loro nome completo sulle schede elettorali. "E così, gli elettori vedranno Róża Maria Gräfin von Thun und Hohenstein nella sua piena grazia" ha scritto Czarnecki. Ha inoltre affermato che "un Gräfin con un nome dal suono tedesco potrebbe nuocere alla Piattaforma Civica".
Il 20 maggio 2009, è stato rivelato che lo stesso Czarnecki sarebbe apparso sulle schede elettorali non con il suo presunto nome polacco di Ryszard Henryk, ma come Richard Henry, poiché era nato nel Regno Unito. Czarnecki ha affermato che la sua situazione è diversa, in quanto non ha scelto i suoi nomi, mentre Thun ha scelto il suo cognome sposando il marito. Thun ha ribattuto che il suo nome è nato per amore, aggiungendo "Provo pietà per Richard Henry Czarnecki".
Nel gennaio 2018, Czarnecki ha paragonato Thun a uno szmalcownik, ovvero persone che hanno ricattato gli ebrei nascosti durante l'Olocausto, per le sue critiche al governo polacco. Come risultato di questi commenti, Thun ha ricevuto minacce di morte. Nel 2019, Czarnecki ha perso una causa per diffamazione contro Thun.

## Posizioni politiche
Nel novembre 2017 Thun si è unita alla maggioranza parlamentare votando a favore di una risoluzione che invoca l'articolo 7 del Trattato sull'Unione europea, privando così potenzialmente la Polonia dei diritti di voto nell'UE per aver violato i valori comuni del blocco, compreso lo stato di diritto. Poco dopo, alcuni membri di un movimento di estrema destra hanno appeso foto di Thun e di altri cinque politici polacchi a delle forche improvvisate in una piazza pubblica a Katowice.
Nel 2020, Thun era tra i sei membri del PPE che hanno votato per espellere Tamás Deutsch dal loro gruppo parlamentare, dopo che quest'ultimo aveva paragonato i commenti fatti dal leader del gruppo Manfred Weber agli slogan della Gestapo e della polizia segreta dell'era comunista ungherese; Deutsch è stato infine sospeso ma non espulso dal gruppo.

## Onorificenze
- 2017 - Premio Mercato interno e protezione dei consumatori[15]
- − Ufficiale, Ordine di Polonia Restituta
- − Ufficiale, Ordre national du Mérite (Francia)
- − Grande Ufficiale, Ordine della Corona (Belgio)
- − Cavaliere, Ordine al Merito (Italia)

Thun è stata nominata per il premio di "miglior eurodeputato" nel 2011 e nel 2013 da The Parliament Magazine nella categoria Mercato interno e protezione dei consumatori. Questi premi vengono assegnati dal 2005 e le candidature sono fatte da organizzazioni, associazioni e istituzioni europee che controllano il funzionamento del Parlamento europeo. 3 nomi sono selezionati in ciascuna categoria, con gli eurodeputati che votano per il vincitore. Nel 2017 ha vinto il premio nella categoria mercato interno.